# Pawnee (Oklahoma)
Pawnee è un comune degli Stati Uniti d'America, situato in Oklahoma, nella contea di Pawnee, della quale è anche il capoluogo.